# 천공 테이프

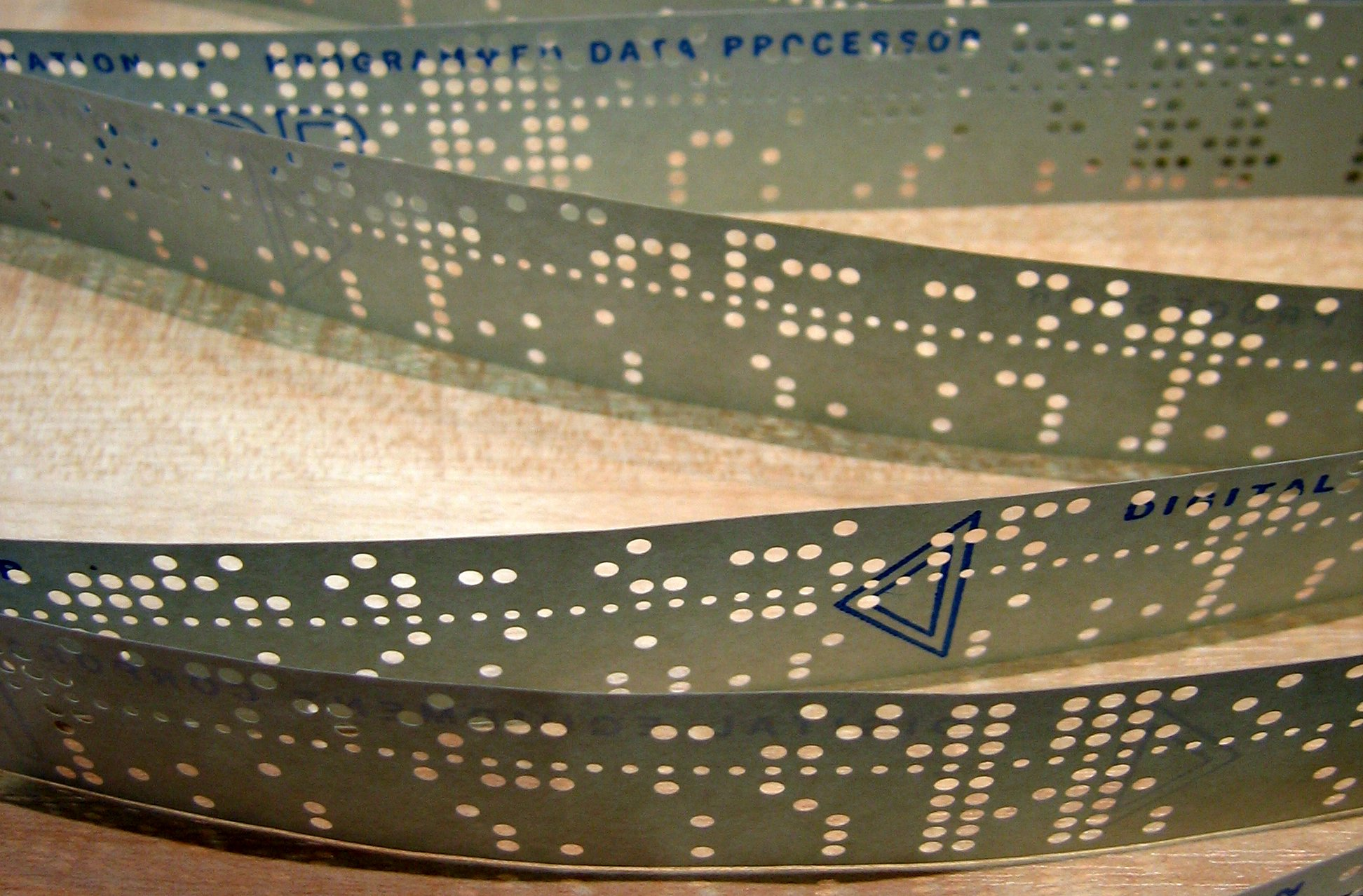

천공 테이프(Punched tape)는 종이 테이프에 구멍을 뚫어 데이터를 저장하는 기억 매체이다. 비슷한 원리를 사용하는 기억 매체로 천공 카드도 있었다.

## 기원
천공 카드에서 구성된 종이 테이프는 직기를 제어하기 위해 19세기 동안 널리 사용되었다. 구멍이 뚫린 종이 테이프들은 1725년 같은 목적으로 바실 부촌이 처음으로 사용했다. 그러나 종이 테이프는 제조하기 비쌌고, 찢어지기 쉬웠으며 수리가 어려웠다. 1801년, 조지프 마리 자카드는 일련으로 천공 카드를 묶어서 종이 테이프를 만드는 기계를 개발하였다. 그 출력물이 되는 종이 테이프는 "카드 사슬"(chain of cards)로도 불렸으며, 제작과 수리 모두 쉽고 단순해졌다.
1846년, 알렉산더 베인은 전보를 보내기 위해 천공 테이프를 사용했다.

## 종이 테이프 판독기
종이 테이프 판독기는 너비 2.54cm의 종이 테이프에 뚫어진 구명을 읽어 주는 장치로서 카드 판독기처럼 빛을 이용하여 뚫어진 구멍을 알아 낸다. 종이 테이프는 제조하기가 쉽고 값이 싸며 연속적으로 천공이 가능하다.

## 같이 보기
- 천공 카드